# 将来推計人口
将来推計人口（しょうらいすいけいじんこう）は、日本政府によって推計され公表されているデータ。

## 概要
国立社会保障・人口問題研究所が、国勢調査の確定数を出発点として推計して公表している数字である。出生、死亡、国際人口移動を、これまでの実績の数字を基に仮定を設けて、日本全国の将来の人口規模の数を推計したもの。男女別や年齢別でも推計が行われる。この数字には外国人も含まれ、ここでの外国人とは日本に3ヶ月以上にわたって住んでいるか、住むことになっている者。
将来推計人口の推計は1965年以降ほぼ定期的に行ってきており、近年は国勢調査の公表にあわせているため5年ごとに行ってきている。2023年で16回を数える。今後の日本では加速的な人口減少と世界に類を見ない高齢化に直面することから、2023年に公表された結果では、このような将来像までも描き出す。将来推計人口とは社会がこれまで進んできた方向に進み続けた場合に帰結される人口ということとなる。
2023年に公表された将来推計人口は、2020年の国勢調査の確定数から推計が行われていた。2020年10月1日の時点の人口を基準として、2021年から2070年までの人口が推計された。この年に公表された将来推計人口によると、2070年の日本の人口は8700万人に減少。高齢化が進み65歳以上の割合は38.7%に増加。前回推計である2017年には2070年の出生率は1.44と推計されていたのが、今回では1.36に低下。前回推計では2070年の人口は8323万人と推計されていたのが8700万人に増加したのは外国人入国が増加する見通しであることから。
厚生労働省の発表では、2024年の出生数は72万988人で統計を取り始めた1899年以来で最小であった。将来推計人口では出生数が72万人台になるのは2039年と推計されていたために、少子化が進んでいるペースというのは将来推計人口よりも約15年早くなっているということである。
東京都では出生率は日本全国を大幅に下回るものの出生数の減少率が低いのは、東京一極集中で若者人口が東京都に集中するため。だが2023年の将来推計人口では東京都でも転入超過での人口増加よりも出生率による人口減少の方が大きくなり、2040年以降は東京都でも人口減少すると推計されている。
ほとんどの自治体は将来推計人口どおりの数字を活用しているものの、自治体が独自に将来推計人口よりも厳しい数字を算出しているところもある。